# Mana (Jolivet)
Pour les articles homonymes, voir Mana.

Mana est une suite pour piano d'André Jolivet composée en janvier 1935, dédiée à Louise Varèse. Elle fut créée à la Société La Spirale le 12 décembre 1935
par Nadine Désouches.

## Genèse
En septembre 1933, son maître et ami Edgar Varèse avait donné à Jolivet six objets lorsqu'il quitta définitivement la France pour les États-Unis.
Voici ce qu'en dit l'auteur :
"...Après avoir été les témoins de sa vie journalière, ces objets sont devenus mes compagnons. Par les souvenirs qu'ils représentent pour moi, par leurs formes naïves ou leur caractère primitif, par les influx qu'ils ont emmagasinés à vivre auprès de Varèse, ils sont devenus mes fétiches familiers. Je leur ai confié un message qui, au double point de vue esthétique et métaphysique, me paraît d'une importance capitale."
Chacun des six mouvements de l'œuvre emprunte son nom à ces six objets.
- Beaujolais

Un pantin de bois et de cuivre
- L'oiseau

Figurine créée par Alexander Calder
- La Princesse de Bali

Une poupée indonésienne de paille
- La Chèvre

Animal de paille, d'origine suédoise
- La Vache

Figurine créée par Calder
- Pégase

Cheval de raphia à crinière bleue
Œuvre la plus connue de Jolivet, Olivier Messiaen a écrit à son sujet :
"...À chaque petit objet correspond donc une pièce brève, douée de son organisation et de sa structure propres. Cette "proche altérité", décelée depuis la première pièce de ce volume, s'impose indéniablement dans une œuvre dont son auteur voulait qu'elle fût "la synthèse unitaire de ses œuvres antérieures" : ce ne sont pas ici les objets eux-mêmes que cherche à représenter Jolivet, mais le pouvoir magique qu'ils exercent sur leur entourage, pouvoir étrange venant d'objets étrangers mais rendus familiers par leur appartenance au proche ami qu'était Varèse."

## Enregistrements
- Pascal Gallet (+ Sarabande, Cosmogonie, 2 Mouvements, Romance barbare), Vol.1, Ed. Maguelone, 2003
- Marie-Josèphe Jude (+ Cinq Danses rituelles), Ed.Lyrinx, 2003
- Jacqueline Méfano (+ Cinq Danses rituelles), Ed.Adda, 1988

## Sources
Livrets de présentation des enregistrements de Pascal Gallet et Jacqueline Méfano.